# الونیسوس مارین پارک
الونیسوس مارین پارک (به لاتین: Alonnisos Marine Park) یک منطقه حفاظت‌شده در یونان است که در Greece, Europe واقع شده‌است.